# Le Blues entre les dents
Pour plus de détails, voir Fiche technique et Distribution.
Le Blues entre les dents est un documentaire français réalisé par Robert Manthoulis et sorti en 1973.

## Fiche technique
- Titre : Le Blues entre les dents
- Réalisation : Robert Manthoulis
- Scénario : Claude Fléouter et Robert Manthoulis
- Photographie : Fotis Mestheneos et Louis Soulanes
- Montage : Dominique Colonna et Olivier Grégoire
- Musique : B.B. King et Mance Lipscomb
- Son : Raymond Saint-Martin
- Production : Neyrac Films
- Pays :  France
- Genre : documentaire
- Durée : 88 minutes
- Date de sortie : France - 30 août 1973 (reprise le 4 mai 2005)

## Distribution
- Amelia Cortez : Mamma
- Onike Lee : Hattie
- Roland Sanchez : Freddy
- Jimmy Huff : Jay-Jay
- William Leroy Evans : Booker
- Brownie McGhee
- Sonny Terry
- Mance Lipscomb
- Robert Pete Williams
- Roosevelt Sykes
- Junior Wells
- Buddy Guy
- Bukka White
- Jimmy Streeter
- James Adams Jr.
- Joseph Johnson
- Mack Maze
- Robert Anderson
- Roger Chambers

## Sélection
- Viennale 1987